# PM-84
PM-84 グラウベリット（ポーランド語: Pistolet maszynowy wzór. 1984 Glauberyt）は、ポーランドのファブルィカ・ブローニ・ウーチュニクがPM-63 RAKの後継として開発した短機関銃である。ここではその派生型についても扱う。

## 概要
PM-84は全体の形状がUZIに酷似しているうえ、内部の構造もレシーバー内にテレスコーピング・ボルトを配置する方式を取っているほか、連射方式の選択についても手動セーフティーと一体化したセレクターレバーで選択する方式を取っているなど、PM-63 RAKで採用されていた革新的な機構から、より堅実な機構への回帰が行われている。さらには、銃口付近で激しく動く部品が無くなったことに伴い、サプレッサーを装着することも可能となった。
ただし、最大長まで延伸したら少し下向きに調整可能な伸縮式の銃床や下方に展開して垂直フォアグリップとすることが可能な前部ハンドガードなど、PM-63に採用されていた要素も受け継いでいる。弾薬については初期のPM-84のみが9x18mmマカロフ弾を用い、後述のPM-84P以降の改良型は9x19mmパラベラム弾を用いる。
PM-84とその派生型はポーランド軍の軍隊と警察に制式採用されたほか、輸出も行われている。

## 派生型
PM-84P（Pistolet maszynowy wzór. 1984P Glauberyt）
9x18mmマカロフ弾よりも強力な9x19mmパラベラム弾を使用可能とするため、各部を強化した改良型。1991年に制式採用された。
PM-98（Pistolet maszynowy wzór. 1998 Glauberyt）
PM-84の全面的改良型。前部ハンドガードを大型の固定式とし、その中にフラッシュライトもしくはレーザーサイトを配置可能としたほか、銃床のショルダーパッド部分を大型化しているのが外見上の特徴である。
PM-98S（Pistolet maszynowy wzór. 1998S Glauberyt）
PM-98の連射速度を、640発/分から770発/分に強化した型。
PM-06（Pistolet maszynowy wzór. 2006 Glauberyt）
PM-98の本体上部にピカティニー・レールを装着可能とした型。それに伴い、ピカティニー・レールを介して装着した光学照準器に干渉しないようにコッキングレバーの全高をやや下げるなどの改良も行われている。

## ギャラリー

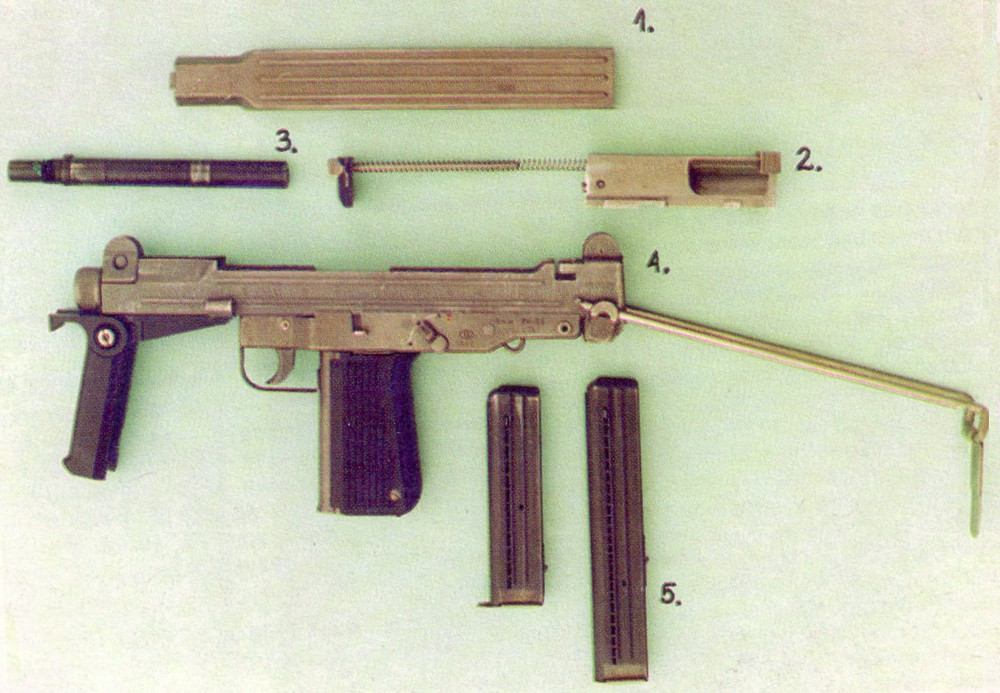
分解したPM-84 ボルトアッセンブリー（2）のみ他部品とは逆向きに置かれている。コッキングレバーはボルトと一体化している
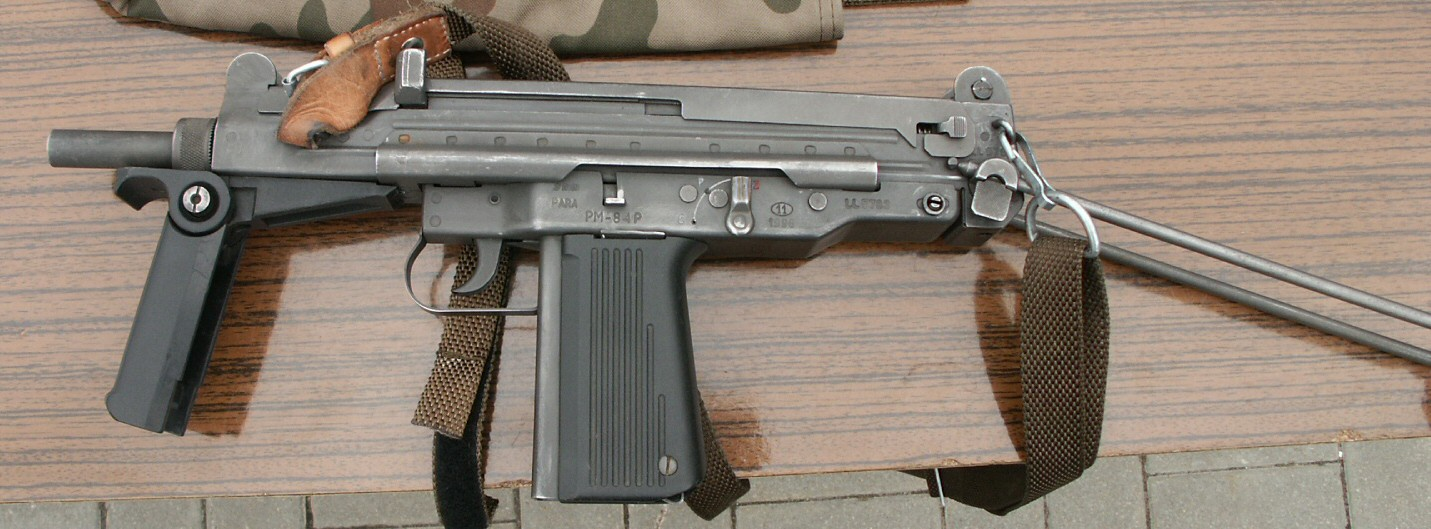
9x19mmパラベラム弾仕様のPM-84P
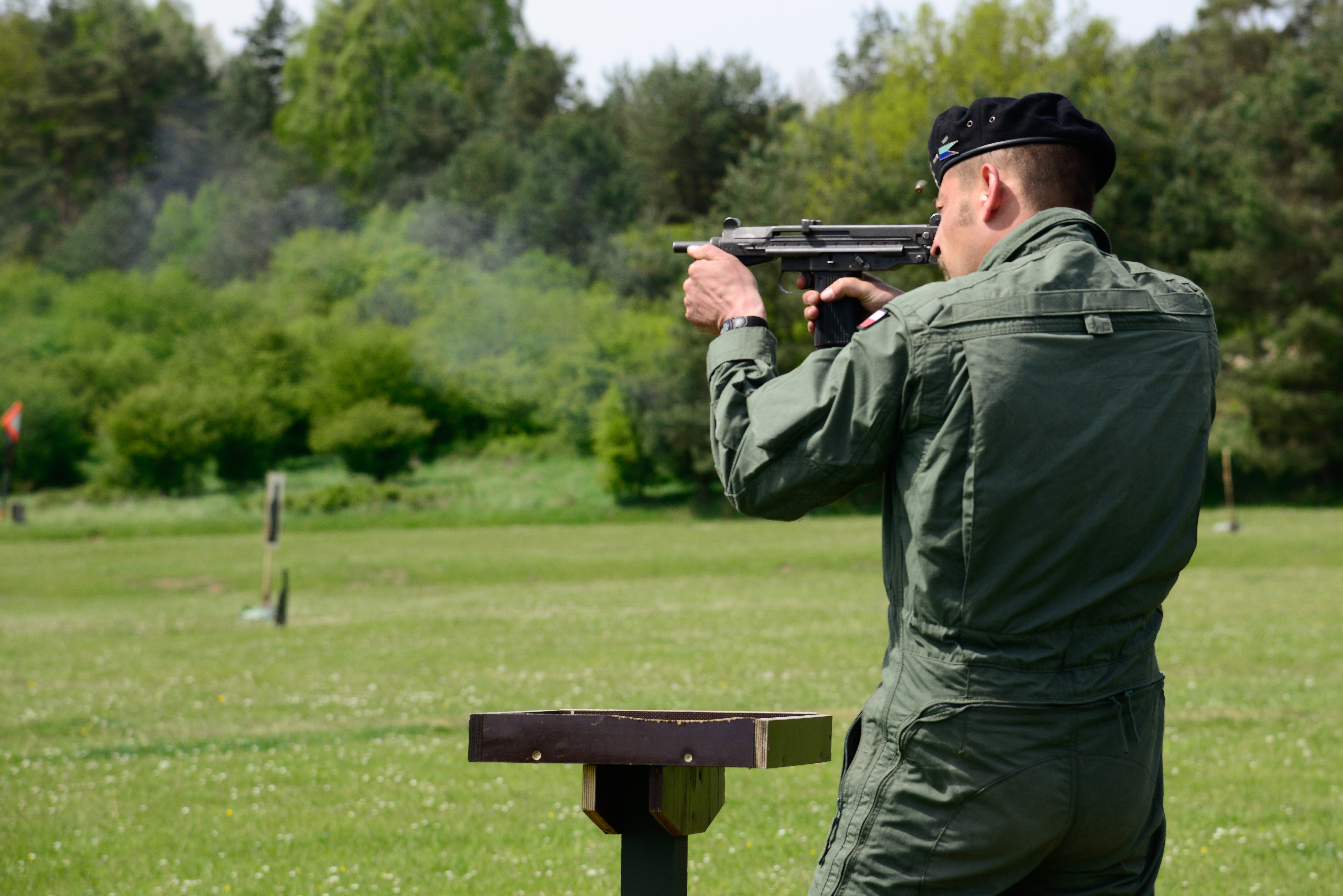
銃床を折り畳んだ状態のPM-84を撃つポーランド陸軍の戦車兵 コッキングレバーおよびボルトは後退位置にある
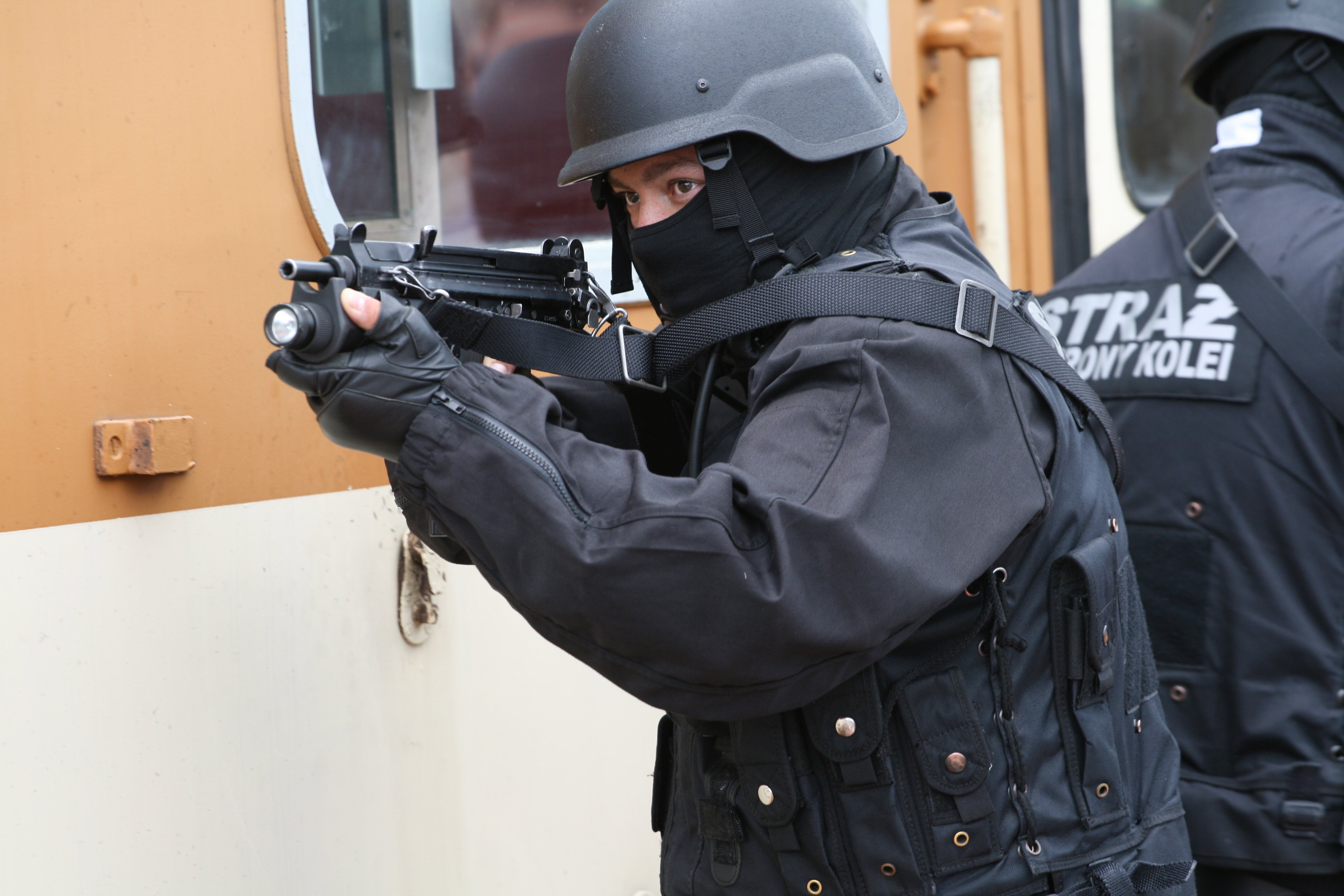
PM-98を使用するポーランド鉄道警察隊の特殊班

## 登場作品

### 映画
『ICHIGEKI 一撃』
終盤の銃撃戦で、犯罪組織の刺客がPM-84を所持・使用。
『バイオハザードIII』
カルロス・オリヴェイラがPM-98を所持・使用。